# Chabaudstrongylus
Chabaudstrongylus (nach Alain Chabaud) ist eine Gattung der Fadenwürmer mit zwei Arten. Sie sind Darmparasiten bei Hirschferkeln und Muntjaks.

## Merkmale
Chabaudstrongylus hat die Merkmale der Cooperiini. Das Kopfbläschen ist doppelt ausgebildet. Die Leisten der Synlophe sind entweder gleich groß oder die seitlichen sind kleiner als die mittigen. Die Ausscheidungspore liegt in der hinteren Hälfte des Ösophagus. Weibchen haben paarige Geschlechtsorgane. Der Ovijektor ist kürzer als 500 µm. Männchen haben kein Gubernaculum. Die Dorsalrippe der Bursa copulatrix ist lang und im hinteren Drittel gespalten.

## Systematik
Zur Gattung gehören nach dem Interim Register of Marine and Nonmarine Genera folgende Arten:
- Chabaudstrongylus dubosti (Durette-Desset & Chabaud, 1974)
- Chabaudstrongylus ninhae (Drozdz, 1967)